# Violaxantina de-epossidasi
La violaxantina de-epossidasi (VDE) è un enzima appartenente alla classe delle ossidoreduttasi, che catalizza la seguente reazione:
(1) violaxantina + ascorbato ⇄ anteraxantina + deidroascorbato + H2O
(2) anteraxantina + ascorbato ⇄ zeaxantina + deidroascorbato + H2O
Insieme alla zeaxantina epossidasi numero EC 1.14.13.90, questo enzima partecipa al ciclo della xantofilla (o violaxantina) per il controllo della concentrazione della zeaxantina nei cloroplasti. È attivato dal basso pH del lume dei tilacoidi (prodotto dalla luce ad alta intensità). La zeaxantina induce la dissipazione dell'energia di eccitazione nella clorofilla del complesso proteico di cattura-luce del fotosistema II. Nelle piante superiori l'enzima reagisce con gli all-trans-diepossidi, come la violaxantina, e gli all-trans-monoepossidi, ma nell'alga Mantoniella squamata, solo i diepossidi sono dei buoni substrati.